# Jorge Anaya

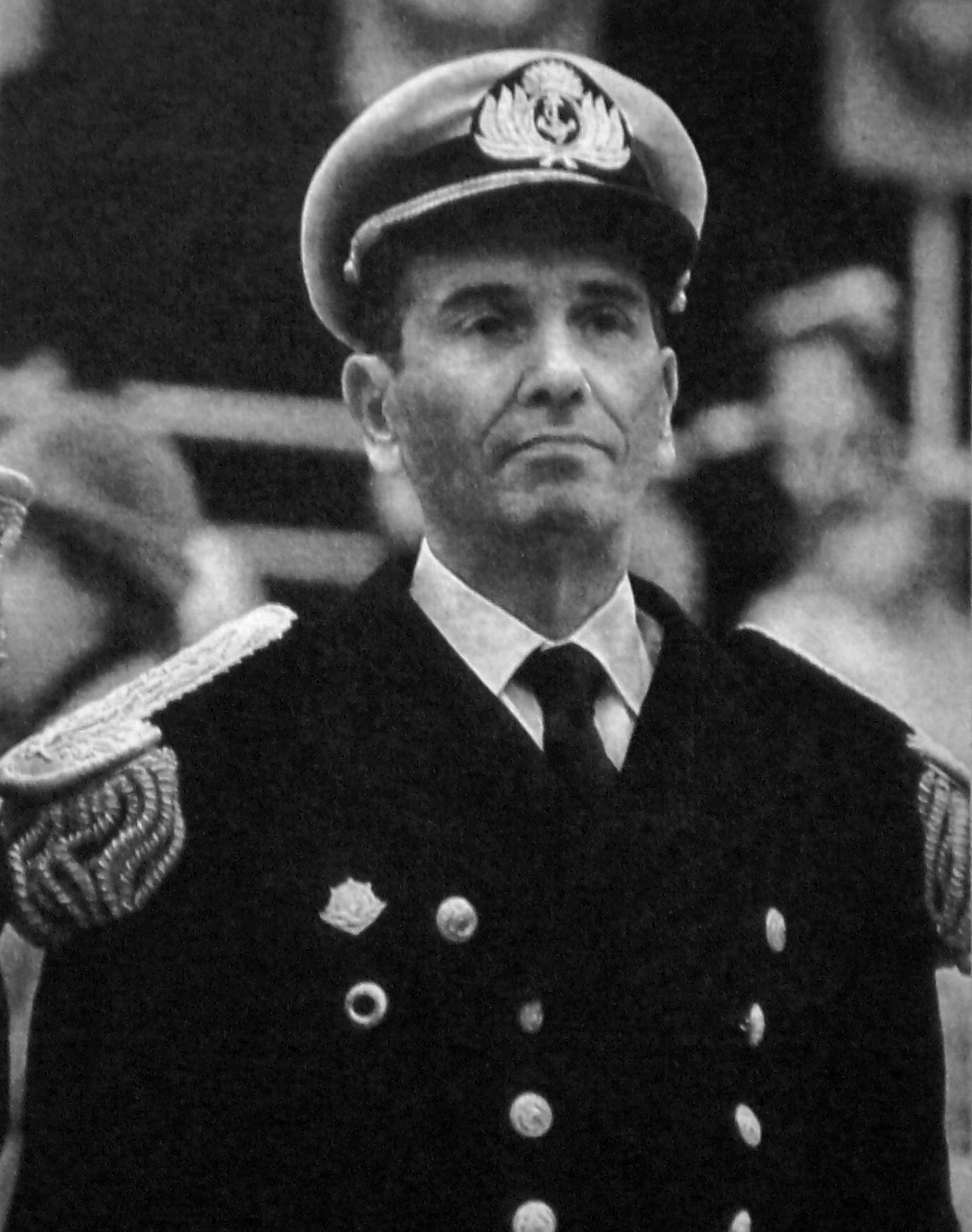
Jorge Anaya

Jorge Isaac Anaya (* 27. September 1926 in Bahía Blanca, Provinz Buenos Aires; † 9. Januar 2008) war ein argentinischer Militär und Politiker. Er war Kommandeur der argentinischen Marine, der während der Diktatur Argentiniens von 1976 bis 1983 eine führende Rolle gespielt hatte.
Anaya war während der gesamten Zeit der argentinischen Militärdiktatur (1976–1983) Teil des Machtapparates. Zusammen mit Leopoldo Fortunato Galtieri und Basilio Lami Dozo, spielte er eine führende Rolle während der sogenannten dritten Junta (zwischen 1981 und 1982). Er war einer der führenden Architekten und Befürworter einer militärischen Aktion, zur Eroberung der Falklandinseln, die zum Falklandkrieg 1982 führte (spanisch Guerra de las Malvinas).

## Leben
1955 nahm Anaya als junger Marineoffizier an der Revolución Libertadora, einem Putsch gegen Präsident Juan Domingo Perón, teil.
Er diente später als Argentiniens Marineattaché in London.
Er beteiligte sich 1976 am Putsch gegen Isabel Perón und wurde in der neuen Militärdiktatur Chef der Marineoperationen.
Im Dezember 1981 gab es einen Wechsel in der Führungsebene der Junta. Die Zeit der dritten Junta begann unter der Führung von General Leopoldo Galtieri. Anaya, der jetzt Kommandeur der Marine war, befahl Vize-Admiral Juan Lombardo einen Plan zur Eroberung der Falklandinseln zu entwerfen. «Yo estoy convencido que Galtieri no tenía ni idea de Malvinas. No habrá pasado una semana y con Anaya vamos a ver a Galtieri. Hasta ese momento el único enterado era yo» („Ich bin davon überzeugt, dass Galtieri keine Vorstellung von den Malvinas hatte. Nach nicht einmal einer Woche trafen wir Galtieri. Bis zu dem Zeitpunkt war ich der einzige Eingeweihte.“) 1982 entwarf er den Plan Operation Algeciras: Der Plan sah vor, dass Agenten von der südspanischen Stadt Algeciras aus, eine Kommandoaktion gegen britische Kriegsschiffe der Royal Navy in Gibraltar vornehmen sollten. Wegen Kommunikationsproblemen wurde der Plan in letzter Minute fallengelassen.
Argentinien kehrte 1983 zur Demokratie zurück. 1985 wurde Anaya im Verfahren gegen die Juntas angeklagt wegen schwerster Menschenrechtsverletzungen (Mord, Folter, Versklavung, Verschleierung der Wahrheit, Machtanmaßung, Urkundenfälschung und Entführung). Er wurde jedoch freigesprochen, da sich die Anklage darauf konzentrierte, den systematischen Aufbau eines staatsterroristischen Systems zu Beginn der Militärdiktatur nachzuweisen. Das Gericht sah keine unmittelbare persönliche Beteiligung Anayas. 1986 wurde er von einem Militärgericht wegen Missmanagements im verlorenen Falklandkrieg zu 14 Jahren Haft verurteilt, jedoch 1989 von Carlos Menem wieder amnestiert.
1997 stellte der spanische Richter Baltasar Garzón einen Antrag auf Auslieferung gegen 45 Mitglieder des argentinischen Militärs und einen Zivilisten wegen Beteiligung am Völkermord, Staatsterrorismus und Folter während des schmutzigen Kriegs. Anaya war einer der Angeklagten.
2003 nahm Präsident Néstor Kirchner den Sachverhalt wieder auf und ordnete an, die Auslieferungen zu bestätigen.
Im August 2003 verwarf der spanische Premierminister José María Aznar den Auslieferungsantrag. 2005 stellte der spanische oberste Gerichtshof den Antrag erneut. Anaya erlitt im November 2006 einen Herzanfall und wurde in ein Krankenhaus gebracht. Er war seitdem verhandlungsunfähig.
Er starb am 9. Januar 2008, während er sich in Hausarrest befand.